# Veniliornis dignus
El carpintero ventriamarillo (Veniliornis dignus) también conocido como carpintero buchiamarillo o carpintero de barriga amarilla, es una especie de ave piciforme de la familia Picidae. Habita en bosques montanos de Colombia, Ecuador, Perú y Venezuela.

## Subspecies
Se reconocen tres subespecies:
- Veniliornis dignus baezae Chapman, 1923
- Veniliornis dignus dignus (P. L. Sclater & Salvin, 1877)
- Veniliornis dignus valdizani (Berlepsch & Stolzmann, 1894)